# Werbeportal
Werbeportale sind Internetportale oder Onlinenetzwerke, die sich darauf spezialisiert haben, Werbemöglichkeiten zur Vermarktung einer Website zur Verfügung zu stellen. Im Gegensatz zu Offline-Werbung bieten Werbeportale insbesondere Angebote im Bereich der Online- bzw. Internetvermarktung an.

## Vorteile
Werbeportale bieten oft ein breites Angebot an Werbemöglichkeiten an. Dies ermöglicht die Zusammenstellung von individuellen, auf Kosten und Ertrag abgestimmten Werbekampagnen, und im Gegensatz zu Offlinewerbung kann der Erfolg einer Kampagne unmittelbar gemessen werden. Ein weiterer Faktor ist die steigende Wichtigkeit des Internets als virtueller Marktplatz. Immer mehr Internetbenutzer werden zu kaufwilligen Kunden, die online nach Angeboten suchen. Dies kann gegenüber Anbietern, die ihre Produkte nur offline bewerben, einen großen Vorteil darstellen. Zudem ist Onlinewerbung tendenziell günstiger als Offlinewerbung.

## Formen

### Kostenlose Werbeportale
Es gibt kostenlose und kostenpflichtige Werbeportale, wobei letztere überwiegend sind. Als kostenlose Werbeportale gelten insbesondere Exchangesysteme wie Besuchertausch, Bannertausch, Popup Exchange und Textlink Exchange. Bei solchen Exchangesystemen können mittels Einblendung oder Betrachtung fremder Werbung virtuelle Punkte gesammelt werden, die dann wiederum gegen die Einblendung der eigenen Werbung eingetauscht werden können.

### Kostenpflichtige Werbeportale
Hier handelt es sich vor allem um Werbeportale, die Onlinewerbung in Form von "Pay per Click", "Pay per Lead" oder "Pay per Sale" anbieten. In diesen Bereich gehören Anbieter von so genannten Affiliatenetzwerken. Jedoch gibt es auch kostenpflichtige Werbeportale die im Bereich der "Paid4-Szene" einzuordnen sind. Einige Werbeportale bieten ein breites Angebot an Werbemöglichkeiten an, das sowohl kostenpflichtige als auch kostenlose Onlinewerbung umfasst.

## Kritik
Insbesondere kostenlose Werbeportale, die nach dem Exchangesystem funktionieren, gelten in breiten Kreisen von Marketing-Experten als unseriös. Diese funktionieren teilweise nach dem Schneeballprinzip und generieren keinen hochwertigen Internettraffic (Besucherstrom). Eine Alternative zur Promotion einer Website durch Werbeportale ist die professionelle Suchmaschinenoptimierung. Durch Suchmaschinen wird einerseits hochwertiger Traffic generiert, andererseits handelt es sich um kostenlose Besucher, die aus eigenem Interesse auf eine Website stoßen.